# Нашха

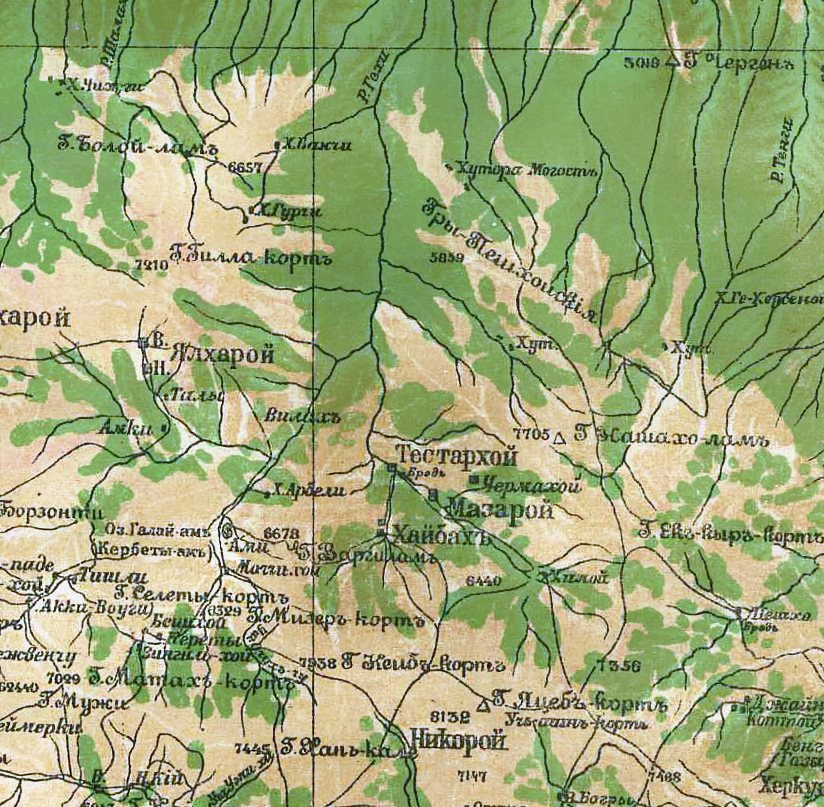
Аулы Нашхоя

Нашха (также в русскояз. лит-ре: Нашх, Нашаха; чечен. Нашха, Нашаха) — высокогорная историческая область в центральной части Северного Кавказа. Современная локализация — юго-запад Чеченской Республики, часть Ачхой-Мартановского и часть Итум-Калинского районов. Занимает территорию между верховьями рек Гехи и Рошня.
Область известна с периода средневековья как родина чеченского тайпа Нашхой (в русскояз. форме — нашхойцы; компонент в этногенезе современных чеченцев). Заселена до 1944 года, когда местное население было депортировано в Казахстан.

## Название и терминология
Название исторической области Нашха в современной научно-публицистической литературе неразрывно связано с обществом Нашхой. В ряде работ они выступают как синонимы — часто авторы, говоря о Нашха/Нашхой, подразумевают и этногруппу нашхойцев, и территорию их первоначального расселения. Также в литературе можно встретить упоминание Нашха именно как исторической области, которую характеризуют различными терминами — от традиционного «урочища» (напр. И. А. Арсаханов 1969, А. С. Куркиев 2005 и др.) до «этнографического района» (А. С. Сулейманов 1978).
Существует гипотеза советского исследователя чеченского языка А. Г. Мациева, согласно которой имя области/общества Нашха/Нашхой могло послужить основой для самоназвания чеченцев — нохчий (см. Нохчий. Этимология). Также этот вариант этимологии посчитали заслуживающим внимания такие известные чеченские учёные, как лингвист, д.фил.н., профессор И. Ю. Алироев и д.и.н., профессор Ш. Б. Ахмадов.

## География
Чеченский исследователь-краевед, педагог и народный поэт А. С. Сулейманов во второй части своего труда «Топонимия Чечено-Ингушетии» (1978) одним из первых описал территорию общества Нашхой (используя наименование Нашха).
Согласно А. С. Сулейманову, Нашха располагается в междуречье Гехи и Рошня, исторически делясь на две условные части — Тийха-Нашха/Тийха лома (чечен. Тӏехьа-Нашха/Тӏийхьа лома — «Потусторонний Нашха»/«По ту сторону гор») и Сеха-Нашха (чечен. Сехьа-Нашха — «Посюсторонний Нашха»). Тийха-Нашха находилась к северу от горы Нашхойн-лам/Нашахалам, то есть северная часть Нашха, Сеха-Нашха соответственно — южная часть.

## История
По мнению ряда учёных, Нашха является прародиной многих чеченских обществ, часть тайпов (возможно свыше 20) возводит своих предков к выходцам из этой исторической области. Согласно большинству преданий Нашха считается местом древнейшего поселения чеченцев, поэтому среди них издавна бытует мнение, что если кто-либо выходец из Нашха — то он коренной житель Чечни.
Ш. Б. Ахмадов в работе 2002 года называл Нашха то обществом, то селением, и сообщал о том, что здесь располагался важный вайнахский центр самоуправления — один из «Советов старейшин» (не следует путать с другим вайнахским институтом самоуправления — Мехк-кхелом — «Советом/судом страны»).
Согласно А. С. Сулейманову, который тактично обходит вопрос депортации, нашхойцы «из-за трудных условий гор давно оставили свои аулы и широко расселились в плоскостных [то есть равнинных] городах и сёлах». Однако, вероятно, значительная часть нашхойцев проживала в Нашха до 1944 года, когда произошла депортация местного населения в Казахстан (операция «Чечевица»).

## Поселения
В работе 1978 года А. С. Сулейманов указывал, что «своими духовными центрами нашхинцы считали Хьайбаха [Хайбаха] и Хӏийлах [Хийла/Хийлах]». Однако позднее, в сокращённом переиздании этой работы — «Топонимия Чечни» (1997), духовным центром нашхойцев указывается уже другой аул — Моцарой.
| Название               | Название                               | Местоположение                                                             | Описание, история | Координаты | Тайпы, некъи и гары |
| русск.                 | чечен.                                 | Местоположение                                                             | Описание, история | Координаты | Тайпы, некъи и гары |
| ---------------------- | -------------------------------------- | -------------------------------------------------------------------------- | ----------------- | ---------- | ------------------- |
| Ажгечу В.?, Ажгиечу В. | Лакха Iаьжгиечу/Iажгечу                | хутор к с.-з. от Зархие                                                    |                   |            |                     |
| Ажгечу Н.?, Ажгиечу Н. | Лаха Iаьжгиечу/Iажгечу                 | хутор                                                                      |                   |            |                     |
|                        | Iаршӏалечу                             | хутор                                                                      |                   |            |                     |
|                        | Гӏарбихьаькханчу                       | хутор                                                                      |                   |            |                     |
|                        | Дийхьакӏотар                           |                                                                            |                   |            |                     |
|                        | Ехкачу                                 | хутор                                                                      |                   |            |                     |
| Зарха?                 | Зерха, Зархие                          | хутор                                                                      |                   |            |                     |
| Кейчу?                 | Кӏайгаюхе, Кӏайчаюхе                   | хутор                                                                      |                   |            |                     |
| Кел-База?              | Кӏийлахбасо, Кӏелахбаса                | хутор                                                                      |                   |            |                     |
| Магусты?, Могуста      | Могӏаста, Могӏасте, Могӏуста, Могӏусти | хутор в 1,5 км от правого берега р. Гехи, в 1 км к с.-з. от Нижнего Ажгечу |                   |            |                     |
| Моцарой                | Моцӏара, Моцкъара, Моцӏарха            | селение в 2-х км к з. от Чармаха                                           |                   |            |                     |
| Мушечу                 | Мушечу, Муьшие-Чу, Муьшиечу            | хутор                                                                      |                   |            |                     |
| Нохчийн котар          | Нохчийн кӏотар                         | на хребте Гих-дук                                                          |                   |            |                     |
| Сакилинжили?           | Саканжиеле                             | хутор                                                                      |                   |            |                     |
| Терхие                 | Терхие                                 | в 5-и км к з. от Мушечу и в 3-х км к с.-з. от Хӏийлах                      |                   |            |                     |
| Туйсте                 | Тӏиста                                 | селение                                                                    |                   |            |                     |
| Хайбах?, Хайбаха       | Хьайбаха                               | селение на левом притоке р. Гехи, в 2-х км к ю. от Моцарой                 |                   |            |                     |
| Хили                   | Хӏийла, Хӏийлах                        | селение                                                                    |                   |            |                     |
|                        | Хьижахка, Гӏой                         | селение                                                                    |                   |            |                     |
|                        | Хотташкоча                             | хутор                                                                      |                   |            |                     |
| Чармаха, Чермохкой     | Чӏармаха                               | селение под высоким крутым склоном, в 2-х км к в. от Моцарой               |                   |            |                     |
|                        |                                        |                                                                            |                   |            |                     |

Другие поселения Нашха: Ажгиечу, Бакин котар, Беной, Бовн ара, Бончу дига, Гелаханан ирзуо, Гихчу котар, Дигал, Ехкачу ара, Зархие/Зирхие, Кайчу юххие, Кегана юх, Ковхи, Лакха ажгиечу, Могуста, Моцкара, Мужболчу, Мушиечу, Нохчийн котар, Рошничу, Селахан гечу, Тангичу, Терхие, Тестархой, Хайбаха, Хижигхо, Хийлах, Хоче коча, Чармаха, Шина инчу. Отдельно: Мозарга. Тестерхой, Хоч-Коч, Яхкачара.